# Badia Polesine
Badia Polesine – miejscowość i gmina we Włoszech, w regionie Wenecja Euganejska, w prowincji Rovigo.
Według danych na rok 2004 gminę zamieszkiwało 10 431 osób, 237,1 os./km².